# Puchar Świata w biegach narciarskich 2016/2017
Sezon 2016/2017 Pucharu Świata w biegach narciarskich rozpoczął się 26 listopada w fińskiej Ruce, a zakończył się 19 marca w kanadyjskim Quebecu podczas cyklu Finał Pucharu Świata.
Obrończynią Pucharu Świata wśród kobiet była Norweżka Therese Johaug (nie startowała w sezonie z powodu zawieszenia za doping), a wśród mężczyzn, jej rodak Martin Johnsrud Sundby.
W tym sezonie natomiast, najlepszą wśród kobiet została również Norweżka Heidi Weng, a wśród mężczyzn ponownie najlepszym zawodnikiem okazał się Martin Johnsrud Sundby. W Pucharze Narodów w obu kategoriach triumfowali Norwegowie.
W dniach 22 lutego – 5 marca 2017 na terytorium Finlandii, w Lahti, odbyły się Mistrzostwa Świata w Narciarstwie Klasycznym 2017, które nie były zaliczane do klasyfikacji generalnej Pucharu Świata i Pucharu Narodów.
Kalendarz Pucharu Świata w biegach narciarskich 2016/2017 został zatwierdzony w czerwcu 2016 roku podczas kongresu FIS w Cancún. W styczniu 2017, z powodu afery dopingowej w Rosji, organizację finałowych zawodów PŚ odebrano Tiumeniowi i przyznano Quebecowi.

## Zwycięzcy

### Kobiety

Heidi Weng – zwyciężczyni klasyfikacji generalnej Pucharu Świata, zwyciężczyni klasyfikacji biegów dystansowych, zwyciężczyni Tour de Ski
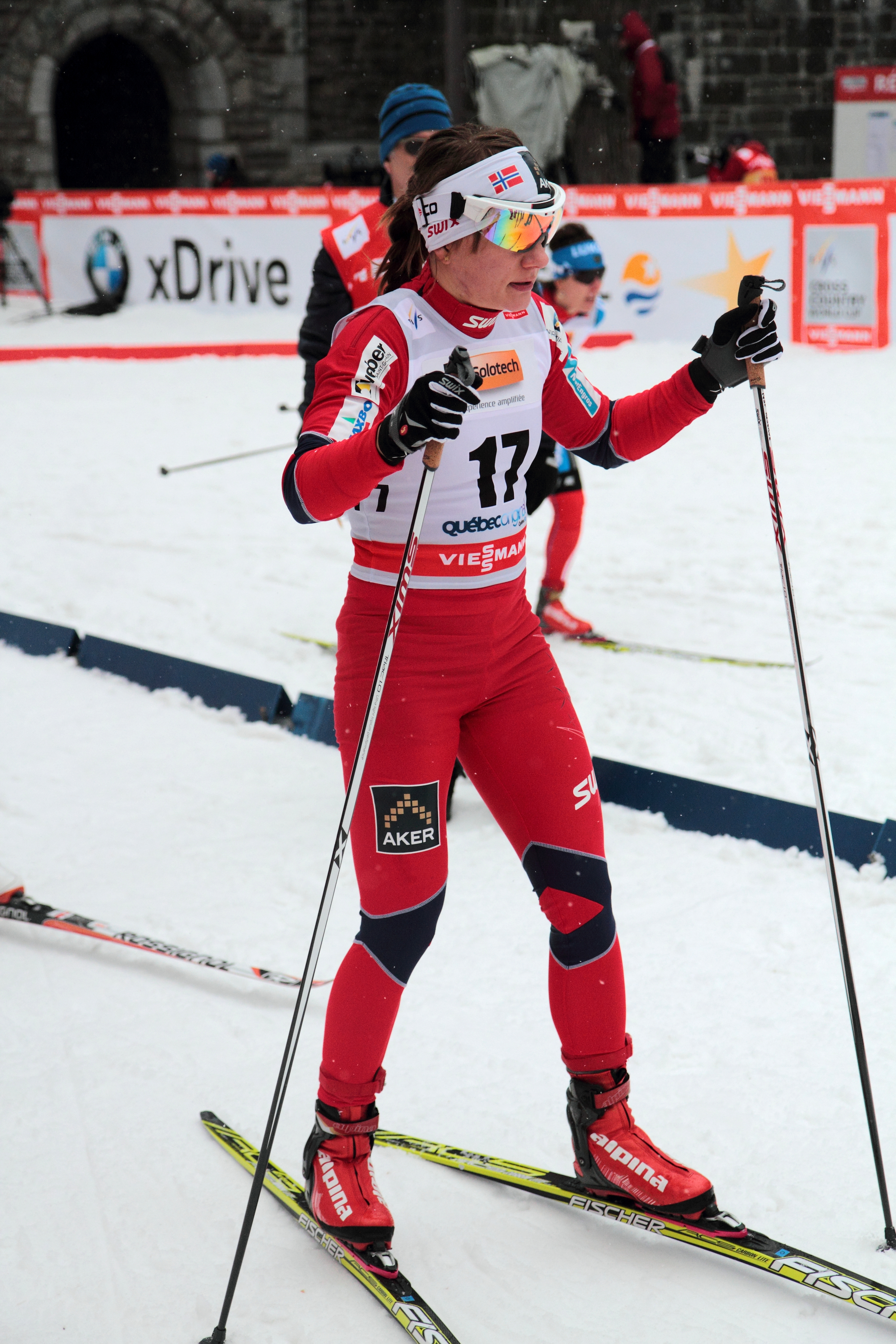
Maiken Caspersen Falla – zwyciężczyni klasyfikacji sprintów
Anamarija Lampič – zwyciężczyni klasyfikacji Helvetia U-23
Reprezentacja Norwegii – zwycięzca klasyfikacji Pucharu Narodów

### Mężczyźni

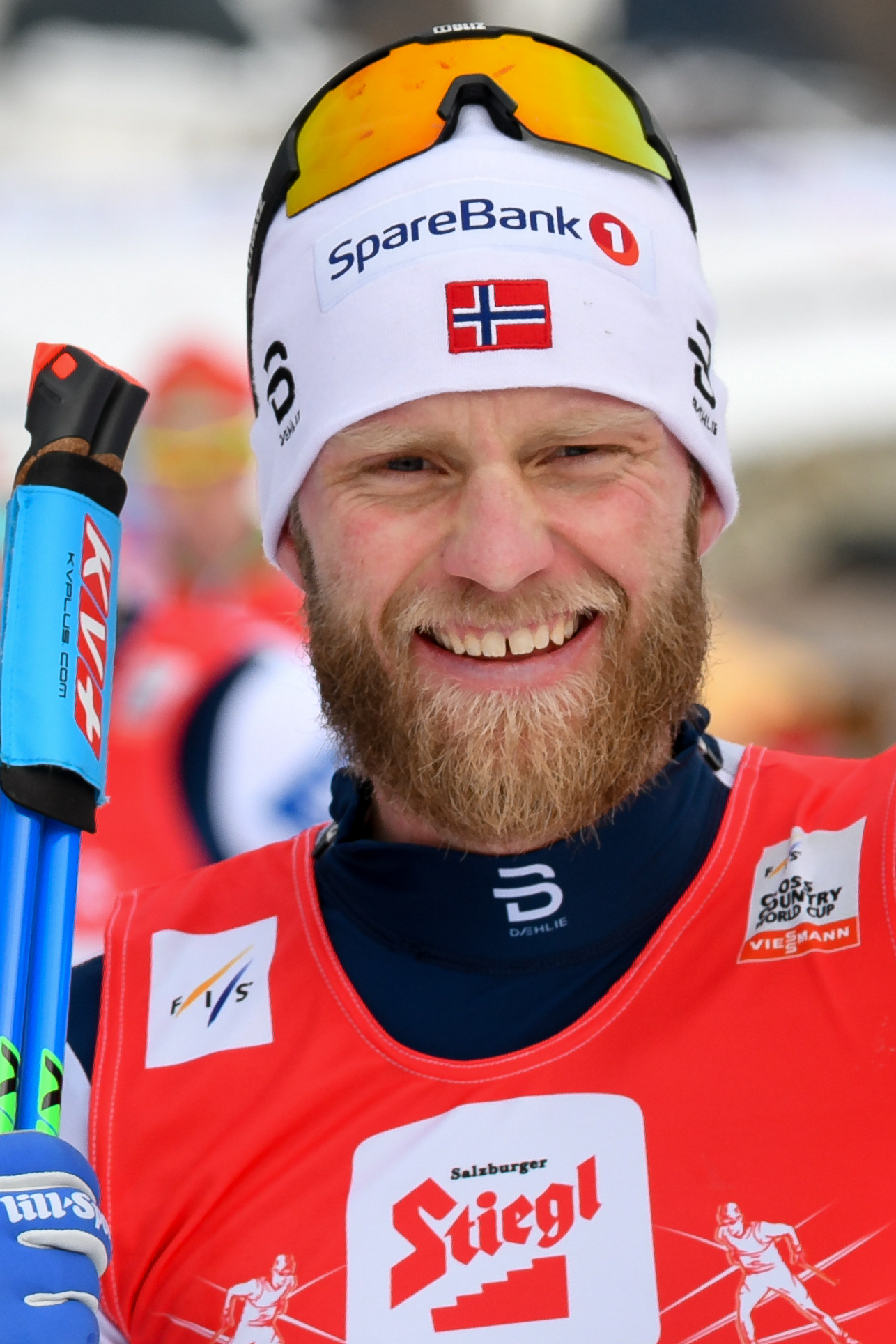
Martin Johnsrud Sundby – zwycięzca klasyfikacji generalnej Pucharu Świata, zwycięzca klasyfikacji biegów dystansowych
Johannes Høsflot Klæbo – zwycięzca klasyfikacji sprintów, zwycięzca klasyfikacji Helvetia U-23
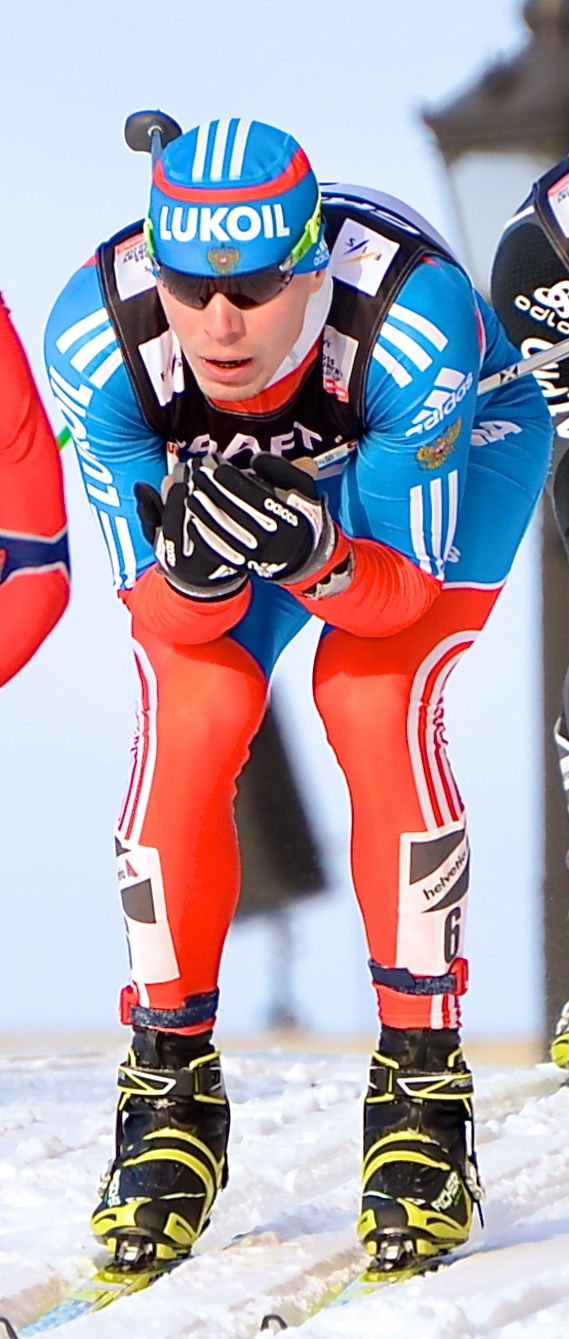
Siergiej Ustiugow – zwycięzca Tour de Ski
Reprezentacja Norwegii – zwycięzca klasyfikacji Pucharu Narodów

## Kalendarz i wyniki

### Kobiety
| Lp.                                                                                  | Miejscowość                                 | Dystans                                     | Data                                        | Szczegóły | 1. miejsce                                                                         | 2. miejsce                                                                           | 3. miejsce                                                                     |
| ------------------------------------------------------------------------------------ | ------------------------------------------- | ------------------------------------------- | ------------------------------------------- | --------- | ---------------------------------------------------------------------------------- | ------------------------------------------------------------------------------------ | ------------------------------------------------------------------------------ |
| 1.                                                                                   | Ruka                                        | Sprint s. klasycznym                        | 26 listopada 2016                           | szczegóły | Stina Nilsson                                                                      | Maiken Caspersen Falla                                                               | Heidi Weng                                                                     |
| 2.                                                                                   | Ruka                                        | 10 km s. klasycznym                         | 27 listopada 2016                           | szczegóły | Marit Bjørgen                                                                      | Krista Pärmäkoski                                                                    | Heidi Weng                                                                     |
| Lillehammer Tour (2 – 4 grudnia 2016)                                                |                                             |                                             |                                             |           |                                                                                    |                                                                                      |                                                                                |
|                                                                                      | Lillehammer                                 | Sprint s. klasycznym                        | 2 grudnia 2016                              | szczegóły | Heidi Weng                                                                         | Maiken Caspersen Falla                                                               | Hanna Falk                                                                     |
|                                                                                      | Lillehammer                                 | 5 km s. dowolnym                            | 3 grudnia 2016                              | szczegóły | Jessica Diggins                                                                    | Heidi Weng                                                                           | Marit Bjørgen                                                                  |
|                                                                                      | Lillehammer                                 | 10 km s. klasycznym (bieg pościgowy)        | 4 grudnia 2016                              | szczegóły | Krista Pärmäkoski                                                                  | Ingvild Flugstad Østberg                                                             | Heidi Weng                                                                     |
| 3.                                                                                   | Lillehammer Tour – klasyfikacja końcowa     | Lillehammer Tour – klasyfikacja końcowa     | Lillehammer Tour – klasyfikacja końcowa     | szczegóły | Heidi Weng                                                                         | Ingvild Flugstad Østberg                                                             | Krista Pärmäkoski                                                              |
| 4.                                                                                   | Davos                                       | 15 km s. dowolnym                           | 10 grudnia 2016                             | szczegóły | Ingvild Flugstad Østberg                                                           | Heidi Weng                                                                           | Krista Pärmäkoski                                                              |
| 5.                                                                                   | Davos                                       | Sprint s. dowolnym                          | 11 grudnia 2016                             | szczegóły | Maiken Caspersen Falla                                                             | Ingvild Flugstad Østberg                                                             | Hanna Falk                                                                     |
| 6.                                                                                   | La Clusaz                                   | 10 km s. dowolnym (start masowy)            | 17 grudnia 2016                             | szczegóły | Heidi Weng                                                                         | Marit Bjørgen                                                                        | Ingvild Flugstad Østberg                                                       |
| 7.                                                                                   | La Clusaz                                   | Sztafeta 4×4 km                             | 18 grudnia 2016                             | szczegóły | Norwegia Ingvild Flugstad Østberg · Marit Bjørgen · Ragnhild Haga · Heidi Weng     | Finlandia Aino-Kaisa Saarinen · Anne Kyllönen · Riitta-Liisa Roponen · Laura Mononen | Szwecja Emma Wikén · Stina Nilsson · Maria Rydqvist · Anna Dyvik               |
| Tour de Ski (31 grudnia 2016 – 8 stycznia 2017)                                      |                                             |                                             |                                             |           |                                                                                    |                                                                                      |                                                                                |
|                                                                                      | Val Müstair                                 | Sprint s. dowolnym                          | 31 grudnia 2016                             | szczegóły | Stina Nilsson                                                                      | Maiken Caspersen Falla                                                               | Heidi Weng                                                                     |
|                                                                                      | Val Müstair                                 | 5 km s. klasycznym (start masowy)           | 1 stycznia 2017                             | szczegóły | Ingvild Flugstad Østberg                                                           | Heidi Weng                                                                           | Krista Pärmäkoski                                                              |
|                                                                                      | Oberstdorf                                  | 10 km bieg łączony                          | 3 stycznia 2017                             | szczegóły | Stina Nilsson                                                                      | Jessica Diggins                                                                      | Heidi Weng                                                                     |
|                                                                                      | Oberstdorf                                  | 10 km s. dowolnym (bieg pościgowy)          | 4 stycznia 2017                             | szczegóły | Stina Nilsson                                                                      | Heidi Weng                                                                           | Ingvild Flugstad Østberg                                                       |
|                                                                                      | Toblach                                     | 5 km s. dowolnym                            | 6 stycznia 2017                             | szczegóły | Jessica Diggins                                                                    | Krista Pärmäkoski                                                                    | Sadie Maubet Bjornsen                                                          |
|                                                                                      | Val di Fiemme                               | 10 km s. klasycznym (start masowy)          | 7 stycznia 2017                             | szczegóły | Stina Nilsson                                                                      | Anne Kyllönen                                                                        | Charlotte Kalla                                                                |
|                                                                                      | Val di Fiemme                               | 9 km s. dowolnym (bieg pościgowy)           | 8 stycznia 2017                             | szczegóły | Heidi Weng                                                                         | Elizabeth Stephen                                                                    | Kerttu Niskanen                                                                |
| 8.                                                                                   | Tour de Ski – klasyfikacja końcowa          | Tour de Ski – klasyfikacja końcowa          | Tour de Ski – klasyfikacja końcowa          | szczegóły | Heidi Weng                                                                         | Krista Pärmäkoski                                                                    | Stina Nilsson                                                                  |
| 9.                                                                                   | Toblach                                     | Sprint s. dowolnym                          | 14 stycznia 2017                            | szczegóły | Natalja Matwiejewa                                                                 | Maiken Caspersen Falla                                                               | Hanna Falk                                                                     |
| 10.                                                                                  | Toblach                                     | Sprint drużynowy s. dowolnym                | 15 stycznia 2017                            | szczegóły | Rosja I Julija Biełorukowa · Natalja Matwiejewa                                    | Szwecja I Ida Ingemarsdotter · Hanna Falk                                            | Norwegia I Astrid Jacobsen · Maiken Caspersen Falla                            |
| 11.                                                                                  | Ulricehamn                                  | 10 km s. dowolnym                           | 21 stycznia 2017                            | szczegóły | Marit Bjørgen                                                                      | Krista Pärmäkoski                                                                    | Charlotte Kalla                                                                |
| 12.                                                                                  | Ulricehamn                                  | Sztafeta 4×5 km                             | 22 stycznia 2017                            | szczegóły | Norwegia I Ingvild Flugstad Østberg · Heidi Weng · Astrid Jacobsen · Marit Bjørgen | Niemcy Katharina Hennig · Stefanie Böhler · Victoria Carl · Sandra Ringwald          | Szwecja I Ida Ingemarsdotter · Sofia Henriksson · Charlotte Kalla · Hanna Falk |
| 13.                                                                                  | Falun                                       | Sprint s. dowolnym                          | 28 stycznia 2017                            | szczegóły | Stina Nilsson                                                                      | Maiken Caspersen Falla                                                               | Heidi Weng                                                                     |
| 14.                                                                                  | Falun                                       | 15 km s. klasycznym (start masowy)          | 29 stycznia 2017                            | szczegóły | Marit Bjørgen                                                                      | Ingvild Flugstad Østberg                                                             | Heidi Weng                                                                     |
| 15.                                                                                  | Pjongczang                                  | Sprint s. klasycznym                        | 3 lutego 2017                               | szczegóły | Anamarija Lampič                                                                   | Silje Øyre Slind                                                                     | Ida Sargent                                                                    |
| 16.                                                                                  | Pjongczang                                  | 15 km bieg łączony                          | 4 lutego 2017                               | szczegóły | Justyna Kowalczyk                                                                  | Elizabeth Stephen                                                                    | Masako Ishida                                                                  |
| 17.                                                                                  | Pjongczang                                  | Sprint drużynowy s. dowolnym                | 5 lutego 2017                               | szczegóły | Szwecja I Elin Mohlin · Maria Nordström                                            | Norwegia I Anna Svendsen · Silje Øyre Slind                                          | Stany Zjednoczone I Sophie Caldwell · Ida Sargent                              |
| 18.                                                                                  | Otepää                                      | Sprint s. dowolnym                          | 18 lutego 2017                              | szczegóły | Stina Nilsson                                                                      | Maiken Caspersen Falla                                                               | Heidi Weng                                                                     |
| 19.                                                                                  | Otepää                                      | 10 km s. klasycznym                         | 19 lutego 2017                              | szczegóły | Marit Bjørgen                                                                      | Charlotte Kalla                                                                      | Heidi Weng                                                                     |
| Mistrzostwa Świata w Narciarstwie Klasycznym 2017 w Lahti (22 lutego – 5 marca 2017) |                                             |                                             |                                             |           |                                                                                    |                                                                                      |                                                                                |
| 20.                                                                                  | Drammen                                     | Sprint s. klasycznym                        | 8 marca 2017                                | szczegóły | Stina Nilsson                                                                      | Krista Pärmäkoski                                                                    | Hanna Falk                                                                     |
| 21.                                                                                  | Oslo                                        | 30 km s. klasycznym (start masowy)          | 12 marca 2017                               | szczegóły | Marit Bjørgen                                                                      | Krista Pärmäkoski                                                                    | Kerttu Niskanen                                                                |
| Finał Pucharu Świata (17 – 19 marca 2017)                                            |                                             |                                             |                                             |           |                                                                                    |                                                                                      |                                                                                |
|                                                                                      | Quebec                                      | Sprint s. dowolnym                          | 17 marca 2017                               | szczegóły | Stina Nilsson                                                                      | Maiken Caspersen Falla                                                               | Hanna Falk                                                                     |
|                                                                                      | Quebec                                      | 10 km s. klasycznym (start masowy)          | 18 marca 2017                               | szczegóły | Marit Bjørgen                                                                      | Heidi Weng                                                                           | Krista Pärmäkoski                                                              |
|                                                                                      | Quebec                                      | 10 km s. dowolnym (bieg pościgowy)          | 19 marca 2017                               | szczegóły | Marit Bjørgen                                                                      | Heidi Weng                                                                           | Stina Nilsson                                                                  |
| 22.                                                                                  | Finał Pucharu Świata – klasyfikacja końcowa | Finał Pucharu Świata – klasyfikacja końcowa | Finał Pucharu Świata – klasyfikacja końcowa | szczegóły | Marit Bjørgen                                                                      | Heidi Weng                                                                           | Stina Nilsson                                                                  |
| Zakończenie Sezonu 2016/2017                                                         |                                             |                                             |                                             |           |                                                                                    |                                                                                      |                                                                                |

### Mężczyźni
| Lp.                                                                                  | Miejscowość                                 | Dystans                                     | Data                                        | Szczegóły | 1. miejsce                                                                                    | 2. miejsce                                                                            | 3. miejsce                                                                            |
| ------------------------------------------------------------------------------------ | ------------------------------------------- | ------------------------------------------- | ------------------------------------------- | --------- | --------------------------------------------------------------------------------------------- | ------------------------------------------------------------------------------------- | ------------------------------------------------------------------------------------- |
| 1.                                                                                   | Ruka                                        | Sprint s. klasycznym                        | 26 listopada 2016                           | szczegóły | Pål Golberg                                                                                   | Calle Halfvarsson                                                                     | Johannes Høsflot Klæbo                                                                |
| 2.                                                                                   | Ruka                                        | 15 km s. klasycznym                         | 27 listopada 2016                           | szczegóły | Iivo Niskanen                                                                                 | Emil Iversen                                                                          | Martin Johnsrud Sundby                                                                |
| Lillehammer Tour (2 – 4 grudnia 2016)                                                |                                             |                                             |                                             |           |                                                                                               |                                                                                       |                                                                                       |
|                                                                                      | Lillehammer                                 | Sprint s. klasycznym                        | 2 grudnia 2016                              | szczegóły | Calle Halfvarsson                                                                             | Emil Iversen                                                                          | Teodor Peterson                                                                       |
|                                                                                      | Lillehammer                                 | 10 km s. dowolnym                           | 3 grudnia 2016                              | szczegóły | Calle Halfvarsson                                                                             | Marcus Hellner                                                                        | Siergiej Ustiugow                                                                     |
|                                                                                      | Lillehammer                                 | 15 km s. klasycznym (bieg pościgowy)        | 4 grudnia 2016                              | szczegóły | Matti Heikkinen                                                                               | Martin Johnsrud Sundby                                                                | Pål Golberg                                                                           |
| 3.                                                                                   | Lillehammer Tour – klasyfikacja końcowa     | Lillehammer Tour – klasyfikacja końcowa     | Lillehammer Tour – klasyfikacja końcowa     | szczegóły | Martin Johnsrud Sundby                                                                        | Johannes Høsflot Klæbo                                                                | Matti Heikkinen                                                                       |
| 4.                                                                                   | Davos                                       | 30 km s. dowolnym                           | 10 grudnia 2016                             | szczegóły | Martin Johnsrud Sundby                                                                        | Anders Gløersen                                                                       | Matti Heikkinen                                                                       |
| 5.                                                                                   | Davos                                       | Sprint s. dowolnym                          | 11 grudnia 2016                             | szczegóły | Siergiej Ustiugow                                                                             | Finn Hågen Krogh                                                                      | Sindre Bjørnestad Skar                                                                |
| 6.                                                                                   | La Clusaz                                   | 15 km s. dowolnym (start masowy)            | 17 grudnia 2016                             | szczegóły | Finn Hågen Krogh                                                                              | Martin Johnsrud Sundby                                                                | Aleksandr Legkow                                                                      |
| 7.                                                                                   | La Clusaz                                   | Sztafeta 4×8 km                             | 18 grudnia 2016                             | szczegóły | Norwegia I Didrik Tønseth · Martin Johnsrud Sundby · Anders Gløersen · Finn Hågen Krogh       | Rosja I Jewgienij Biełow · Aleksandr Legkow · Aleksiej Czerwotkin · Siergiej Ustiugow | Francja I Jean-Marc Gaillard · Alexis Jeannerod · Clément Parisse · Maurice Manificat |
| Tour de Ski (31 grudnia 2016 – 8 stycznia 2017)                                      |                                             |                                             |                                             |           |                                                                                               |                                                                                       |                                                                                       |
|                                                                                      | Val Müstair                                 | Sprint s. dowolnym                          | 31 grudnia 2016                             | szczegóły | Siergiej Ustiugow                                                                             | Federico Pellegrino                                                                   | Finn Hågen Krogh                                                                      |
|                                                                                      | Val Müstair                                 | 10 km s. klasycznym (start masowy)          | 1 stycznia 2017                             | szczegóły | Siergiej Ustiugow                                                                             | Martin Johnsrud Sundby                                                                | Didrik Tønseth                                                                        |
|                                                                                      | Oberstdorf                                  | 20 km bieg łączony                          | 3 stycznia 2017                             | szczegóły | Siergiej Ustiugow                                                                             | Martin Johnsrud Sundby                                                                | Dario Cologna                                                                         |
|                                                                                      | Oberstdorf                                  | 15 km s. dowolnym (bieg pościgowy)          | 4 stycznia 2017                             | szczegóły | Siergiej Ustiugow                                                                             | Martin Johnsrud Sundby                                                                | Alex Harvey                                                                           |
|                                                                                      | Toblach                                     | 10 km s. dowolnym                           | 6 stycznia 2017                             | szczegóły | Siergiej Ustiugow                                                                             | Maurice Manificat                                                                     | Simen Hegstad Krüger                                                                  |
|                                                                                      | Val di Fiemme                               | 15 km s. klasycznym (start masowy)          | 7 stycznia 2017                             | szczegóły | Martin Johnsrud Sundby                                                                        | Siergiej Ustiugow                                                                     | Matti Heikkinen                                                                       |
|                                                                                      | Val di Fiemme                               | 9 km s. dowolnym (bieg pościgowy)           | 8 stycznia 2017                             | szczegóły | Maurice Manificat                                                                             | Matti Heikkinen                                                                       | Hans Christer Holund                                                                  |
| 8.                                                                                   | Tour de Ski – klasyfikacja końcowa          | Tour de Ski – klasyfikacja końcowa          | Tour de Ski – klasyfikacja końcowa          | szczegóły | Siergiej Ustiugow                                                                             | Martin Johnsrud Sundby                                                                | Dario Cologna                                                                         |
| 9.                                                                                   | Toblach                                     | Sprint s. dowolnym                          | 14 stycznia 2017                            | szczegóły | Sindre Bjørnestad Skar                                                                        | Simeon Hamilton                                                                       | Johannes Høsflot Klæbo                                                                |
| 10.                                                                                  | Toblach                                     | Sprint drużynowy s. dowolnym                | 15 stycznia 2017                            | szczegóły | Kanada I Len Väljas · Alex Harvey                                                             | Szwecja I Karl-Johan Westberg · Oskar Svensson                                        | Włochy I Dietmar Nöckler · Federico Pellegrino                                        |
| 11.                                                                                  | Ulricehamn                                  | 15 km s. dowolnym                           | 21 stycznia 2017                            | szczegóły | Alex Harvey                                                                                   | Martin Johnsrud Sundby                                                                | Marcus Hellner                                                                        |
| 12.                                                                                  | Ulricehamn                                  | Sztafeta 4×7,5 km                           | 22 stycznia 2017                            | szczegóły | Norwegia I Simen Hegstad Krüger · Martin Johnsrud Sundby · Anders Gløersen · Finn Hågen Krogh | Szwecja I Daniel Richardsson · Johan Olsson · Marcus Hellner · Calle Halfvarsson      | Kanada Devon Kershaw · Alex Harvey · Knute Johnsgaard · Len Väljas                    |
| 13.                                                                                  | Falun                                       | Sprint s. dowolnym                          | 28 stycznia 2017                            | szczegóły | Federico Pellegrino                                                                           | Emil Iversen                                                                          | Sindre Bjørnestad Skar                                                                |
| 14.                                                                                  | Falun                                       | 30 km s. klasycznym (start masowy)          | 29 stycznia 2017                            | szczegóły | Emil Iversen                                                                                  | Martin Johnsrud Sundby                                                                | Calle Halfvarsson                                                                     |
| 15.                                                                                  | Pjongczang                                  | Sprint s. klasycznym                        | 3 lutego 2017                               | szczegóły | Gleb Rietiwych                                                                                | Sondre Turvoll Fossli                                                                 | Andriej Parfionow                                                                     |
| 16.                                                                                  | Pjongczang                                  | 30 km bieg łączony                          | 4 lutego 2017                               | szczegóły | Piotr Siedow                                                                                  | Daniel Stock                                                                          | Mathias Rundgreen                                                                     |
| 17.                                                                                  | Pjongczang                                  | Sprint drużynowy s. dowolnym                | 5 lutego 2017                               | szczegóły | Rosja I Andriej Parfionow · Gleb Rietiwych                                                    | Francja Baptiste Gros · Lucas Chanavat                                                | Rosja II Artiom Malcew · Nikita Kriukow                                               |
| 18.                                                                                  | Otepää                                      | Sprint s. dowolnym                          | 18 lutego 2017                              | szczegóły | Johannes Høsflot Klæbo                                                                        | Finn Hågen Krogh                                                                      | Siergiej Ustiugow                                                                     |
| 19.                                                                                  | Otepää                                      | 15 km s. klasycznym                         | 19 lutego 2017                              | szczegóły | Martin Johnsrud Sundby                                                                        | Iivo Niskanen                                                                         | Hans Christer Holund                                                                  |
| Mistrzostwa Świata w Narciarstwie Klasycznym 2017 w Lahti (22 lutego – 5 marca 2017) |                                             |                                             |                                             |           |                                                                                               |                                                                                       |                                                                                       |
| 20.                                                                                  | Drammen                                     | Sprint s. klasycznym                        | 8 marca 2017                                | szczegóły | Eirik Brandsdal                                                                               | Johannes Høsflot Klæbo                                                                | Siergiej Ustiugow                                                                     |
| 21.                                                                                  | Oslo                                        | 50 km s. klasycznym (start masowy)          | 11 marca 2017                               | szczegóły | Martin Johnsrud Sundby                                                                        | Iivo Niskanen                                                                         | Aleksandr Biessmiertnych                                                              |
| Finał Pucharu Świata (17 – 19 marca 2017)                                            |                                             |                                             |                                             |           |                                                                                               |                                                                                       |                                                                                       |
|                                                                                      | Quebec                                      | Sprint s. dowolnym                          | 17 marca 2017                               | szczegóły | Alex Harvey                                                                                   | Finn Hågen Krogh                                                                      | Richard Jouve                                                                         |
|                                                                                      | Quebec                                      | 15 km s. klasycznym (start masowy)          | 18 marca 2017                               | szczegóły | Johannes Høsflot Klæbo                                                                        | Niklas Dyrhaug                                                                        | Aleksandr Biessmiertnych                                                              |
|                                                                                      | Quebec                                      | 15 km s. dowolnym (bieg pościgowy)          | 19 marca 2017                               | szczegóły | Marcus Hellner                                                                                | Andrew Musgrave                                                                       | Sjur Røthe                                                                            |
| 22.                                                                                  | Finał Pucharu Świata – klasyfikacja końcowa | Finał Pucharu Świata – klasyfikacja końcowa | Finał Pucharu Świata – klasyfikacja końcowa | szczegóły | Johannes Høsflot Klæbo                                                                        | Alex Harvey                                                                           | Niklas Dyrhaug                                                                        |
| Zakończenie Sezonu 2016/2017                                                         |                                             |                                             |                                             |           |                                                                                               |                                                                                       |                                                                                       |

## Klasyfikacje

### Kobiety
| Lp. | Zawodniczka              | Punkty |
| --- | ------------------------ | ------ |
| 1.  | Heidi Weng               | 2032   |
| 2.  | Krista Pärmäkoski        | 1618   |
| 3.  | Ingvild Flugstad Østberg | 1517   |
| 4.  | Stina Nilsson            | 1437   |
| 5.  | Marit Bjørgen            | 1307   |
| 6.  | Jessica Diggins          | 912    |
| 7.  | Maiken Caspersen Falla   | 866    |
| 8.  | Kerttu Niskanen          | 704    |
| 9.  | Charlotte Kalla          | 660    |
| 10. | Laura Mononen            | 605    |
| ... |                          |        |
| 21. | Justyna Kowalczyk        | 404    |

| Lp. | Zawodniczka              | Punkty |
| --- | ------------------------ | ------ |
| 1.  | Heidi Weng               | 951    |
| 2.  | Marit Bjørgen            | 854    |
| 3.  | Krista Pärmäkoski        | 807    |
| 4.  | Ingvild Flugstad Østberg | 771    |
| 5.  | Charlotte Kalla          | 491    |
| 6.  | Stina Nilsson            | 467    |
| 7.  | Jessica Diggins          | 432    |
| 8.  | Kerttu Niskanen          | 417    |
| 9.  | Laura Mononen            | 383    |
| 10. | Julija Czekalowa         | 367    |
| ... |                          |        |
| 14. | Justyna Kowalczyk        | 300    |

| Lp. | Zawodniczka              | Punkty |
| --- | ------------------------ | ------ |
| 1.  | Maiken Caspersen Falla   | 558    |
| 2.  | Stina Nilsson            | 520    |
| 3.  | Hanna Falk               | 359    |
| 4.  | Heidi Weng               | 321    |
| 5.  | Ingvild Flugstad Østberg | 306    |
| 6.  | Krista Pärmäkoski        | 281    |
| 7.  | Natalja Matwiejewa       | 242    |
| 8.  | Ida Ingemarsdotter       | 232    |
| 9.  | Anamarija Lampič         | 214    |
| 10. | Jessica Diggins          | 206    |
| ... |                          |        |
| 27. | Justyna Kowalczyk        | 80     |

| Lp. | Zawodniczka        | Punkty |
| --- | ------------------ | ------ |
| 1.  | Anamarija Lampič   | 242    |
| 2.  | Julija Biełorukowa | 201    |
| 3.  | Nadine Fähndrich   | 172    |
| 4.  | Jonna Sundling     | 157    |
| 5.  | Anastasija Siedowa | 146    |
| 6.  | Katharina Hennig   | 138    |
| 7.  | Anna Dyvik         | 96     |
| 8.  | Alisa Żambałowa    | 91     |
| 9.  | Victoria Carl      | 80     |
| 10. | Lotta Udnes Weng   | 64     |

### Mężczyźni
| Lp. | Zawodnik               | Punkty |
| --- | ---------------------- | ------ |
| 1.  | Martin Johnsrud Sundby | 1626   |
| 2.  | Siergiej Ustiugow      | 1176   |
| 3.  | Alex Harvey            | 1128   |
| 4.  | Johannes Høsflot Klæbo | 884    |
| 5.  | Matti Heikkinen        | 869    |
| 6.  | Marcus Hellner         | 815    |
| 7.  | Dario Cologna          | 788    |
| 8.  | Niklas Dyrhaug         | 758    |
| 9.  | Sjur Røthe             | 673    |
| 10. | Finn Hågen Krogh       | 660    |
| ... |                        |        |
| 57. | Maciej Staręga         | 114    |

| Lp. | Zawodnik               | Punkty |
| --- | ---------------------- | ------ |
| 1.  | Martin Johnsrud Sundby | 1056   |
| 2.  | Alex Harvey            | 588    |
| 3.  | Matti Heikkinen        | 555    |
| 4.  | Iivo Niskanen          | 475    |
| 5.  | Niklas Dyrhaug         | 468    |
| 6.  | Sjur Røthe             | 465    |
| 7.  | Siergiej Ustiugow      | 454    |
| 8.  | Marcus Hellner         | 453    |
| 9.  | Dario Cologna          | 424    |
| 10. | Hans Christer Holund   | 409    |

| Lp. | Zawodnik               | Punkty |
| --- | ---------------------- | ------ |
| 1.  | Johannes Høsflot Klæbo | 399    |
| 2.  | Federico Pellegrino    | 363    |
| 3.  | Sindre Bjørnestad Skar | 338    |
| 4.  | Finn Hågen Krogh       | 323    |
| 5.  | Siergiej Ustiugow      | 322    |
| 6.  | Pål Golberg            | 238    |
| 7.  | Emil Iversen           | 237    |
| 8.  | Lucas Chanavat         | 216    |
| 9.  | Simeon Hamilton        | 200    |
| 10. | Eirik Brandsdal        | 199    |
| ... |                        |        |
| 22. | Maciej Staręga         | 114    |

| Lp. | Zawodnik               | Punkty |
| --- | ---------------------- | ------ |
| 1.  | Johannes Høsflot Klæbo | 884    |
| 2.  | Jens Burman            | 252    |
| 3.  | Lucas Chanavat         | 216    |
| 4.  | Oskar Svensson         | 143    |
| 5.  | Richard Jouve          | 100    |
| 6.  | Aleksiej Czerwotkin    | 51     |
| 7.  | Viktor Thorn           | 34     |
| 8.  | Aleksandr Bołszunow    | 29     |
| 9.  | Pawieł Petrow          | 24     |
| 9.  | Janez Lampič           | 24     |

### Puchar Narodów
| Lp. | Państwo           | Punkty |
| --- | ----------------- | ------ |
| 1.  | Norwegia          | 13383  |
| 2.  | Szwecja           | 7053   |
| 3.  | Finlandia         | 5817   |
| 4.  | Rosja             | 5711   |
| 5.  | Stany Zjednoczone | 3218   |
| 6.  | Szwajcaria        | 2597   |
| 7.  | Niemcy            | 2563   |
| 8.  | Francja           | 1853   |
| 9.  | Włochy            | 1812   |
| 10. | Kanada            | 1800   |
| ... |                   |        |
| 13. | Polska            | 543    |

| Lp. | Państwo           | Punkty |
| --- | ----------------- | ------ |
| 1.  | Norwegia          | 6590   |
| 2.  | Szwecja           | 4176   |
| 3.  | Finlandia         | 3544   |
| 4.  | Stany Zjednoczone | 2510   |
| 5.  | Rosja             | 1974   |
| 6.  | Niemcy            | 1803   |
| 7.  | Szwajcaria        | 950    |
| 8.  | Słowenia          | 709    |
| 9.  | Włochy            | 703    |
| 10. | Austria           | 532    |
| 11. | Polska            | 404    |

| Lp. | Państwo           | Punkty |
| --- | ----------------- | ------ |
| 1.  | Norwegia          | 6793   |
| 2.  | Rosja             | 3737   |
| 3.  | Szwecja           | 2877   |
| 4.  | Finlandia         | 2273   |
| 5.  | Francja           | 1791   |
| 6.  | Kanada            | 1714   |
| 7.  | Szwajcaria        | 1647   |
| 8.  | Włochy            | 1109   |
| 9.  | Niemcy            | 760    |
| 10. | Stany Zjednoczone | 708    |
| ... |                   |        |
| 15. | Polska            | 139    |

## Wyniki Polaków

### Kobiety
| Zawodniczka       | Ruka 26.11 (SP C) | Ruka 27.11 (10 km C) | Lillehammer 2.12 (SP C) | Lillehammer 3.12 (5 km F) | Lillehammer 4.12 (10 km C) | LT | Davos 10.12 (15 km F) | Davos 11.12 (SP F) | La Clusaz 17.12 (10 km F) | Val Müstair 31.12 (SP F) | Val Müstair 1.01 (5 km C) | Oberstdorf 3.01 (2×5 km) | Oberstdorf 4.01 (10 km F) | Toblach 6.01 (5 km F) | Val di Fiemme 7.01 (10 km C) | Val di Fiemme 8.01 (9 km F) | TdS | Toblach 14.01 (SP F) | Ulricehamn 21.01 (10 km F) | Falun 28.01 (SP F) | Falun 29.01 (15 km C) | Pjongczang 3.02 (SP C) | Pjongczang 4.02 (2×7,5 km) | Otepää 18.02 (SP F) | Otepää 19.02 (10 km C) | Drammen 8.03 (SP C) | Oslo 12.03 (30 km C) | Québec 17.03 (SP F) | Québec 18.03 (10 km C) | Québec 19.03 (10 km F) | FPŚ |
| Martyna Galewicz  | –                 | 78                   | 77                      | 75                        | –                          | –  | 51                    | –                  | –                         | –                        | –                         | –                        | –                         | –                     | –                            | –                           | –   | –                    | –                          | –                  | –                     | –                      | –                          | –                   | –                      | –                   | –                    | –                   | –                      | –                      | –   |
| Justyna Kowalczyk | 16                | 9                    | 16                      | 53                        | 9                          | 19 | –                     | –                  | –                         | –                        | –                         | –                        | –                         | –                     | –                            | –                           | –   | –                    | –                          | –                  | –                     | 4                      | 1                          | –                   | 5                      | –                   | 6                    | –                   | –                      | –                      | –   |
| Kornelia Kubińska | –                 | –                    | –                       | –                         | –                          | –  | 57                    | –                  | –                         | –                        | –                         | –                        | –                         | –                     | –                            | –                           | –   | –                    | –                          | –                  | 40                    | –                      | –                          | –                   | 51                     | –                   | –                    | –                   | –                      | –                      | –   |
| Urszula Łętocha   | 60                | –                    | 73                      | 76                        | 64                         | 64 | –                     | 62                 | –                         | –                        | –                         | –                        | –                         | –                     | –                            | –                           | –   | –                    | –                          | –                  | –                     | –                      | –                          | –                   | –                      | –                   | –                    | –                   | –                      | –                      | –   |
| Ewelina Marcisz   | –                 | –                    | –                       | –                         | –                          | –  | –                     | 49                 | –                         | –                        | –                         | –                        | –                         | –                     | –                            | –                           | –   | –                    | –                          | –                  | –                     | –                      | –                          | –                   | –                      | –                   | –                    | –                   | –                      | –                      | –   |

### Mężczyźni
| Zawodnik       | Ruka 26.11 (SP C) | Ruka 27.11 (15 km C) | Lillehammer 2.12 (SP C) | Lillehammer 3.12 (10 km F) | Lillehammer 4.12 (15 km C) | LT | Davos 10.12 (30 km F) | Davos 11.12 (SP F) | La Clusaz 17.12 (15 km F) | Val Müstair 31.12 (SP F) | Val Müstair 1.01 (10 km C) | Oberstdorf 3.01 (2×10 km) | Oberstdorf 4.01 (15 km F) | Toblach 6.01 (10 km F) | Val di Fiemme 7.01 (15 km C) | Val di Fiemme 8.01 (9 km F) | TdS | Toblach 14.01 (SP F) | Ulricehamn 21.01 (15 km F) | Falun 28.01 (SP F) | Falun 29.01 (30 km C) | Pjongczang 3.02 (SP C) | Pjongczang 4.02 (2×15 km) | Otepää 18.02 (SP F) | Otepää 19.02 (15 km C) | Drammen 8.03 (SP C) | Oslo 11.03 (50 km C) | Québec 17.03 (SP F) | Québec 18.03 (15 km C) | Québec 19.03 (15 km F) | FPŚ |
| Jan Antolec    | 79                | 81                   | 84                      | 79                         | 78                         | 75 | 72                    | –                  | –                         | –                        | –                          | –                         | –                         | –                      | –                            | –                           | –   | 68                   | –                          | 63                 | 59                    | –                      | –                         | –                   | 61                     | –                   | –                    | –                   | –                      | –                      | –   |
| Dominik Bury   | –                 | 76                   | 82                      | 71                         | 60                         | 65 | 61                    | –                  | –                         | –                        | –                          | –                         | –                         | –                      | –                            | –                           | –   | 59                   | –                          | –                  | –                     | –                      | –                         | 81                  | 38                     | –                   | –                    | –                   | –                      | –                      | –   |
| Kamil Bury     | –                 | –                    | –                       | –                          | –                          | –  | –                     | –                  | –                         | –                        | –                          | –                         | –                         | –                      | –                            | –                           | –   | –                    | –                          | –                  | –                     | –                      | –                         | 69                  | –                      | –                   | –                    | –                   | –                      | –                      | –   |
| Paweł Klisz    | 92                | 92                   | 94                      | 93                         | –                          | –  | –                     | 62                 | –                         | –                        | –                          | –                         | –                         | –                      | –                            | –                           | –   | 66                   | –                          | 60                 | 64                    | –                      | –                         | 48                  | –                      | –                   | –                    | –                   | –                      | –                      | –   |
| Maciej Staręga | 54                | 73                   | 54                      | 84                         | –                          | –  | –                     | 20                 | –                         | 15                       | 69                         | –                         | –                         | –                      | –                            | –                           | –   | 8                    | –                          | 12                 | –                     | –                      | –                         | 18                  | –                      | 26                  | –                    | 16                  | 58                     | 69                     | 69  |